# Vrhnika
Vrhnika  (em alemão:  Oberlaibach) é um município da Eslovênia. A sede do município fica na localidade de mesmo nome. Corresponde à antiga cidade romana de Nauporto.